# Julio Emilio Carretero
Julio Emilio Carretero Escajadillo (Trinidad, Cuba, 1928-La Habana, Cuba 22 de junio de 1964) fue un rebelde anticomunista cubano, entre 1963 y 1964 comandante del ejército guerrillero de la Rebelión del Escambray. Capturado como resultado de un operativo especial de Órganos de Seguridad del Estado fue fusilado en la Fortaleza de San Carlos de La Cabaña.

## De la policía a la rebelión
Nacido en el seno de una familia campesina de las afueras de Trinidad. Sirvió en el ejército bajo el gobierno de Fulgencio Batista. Este dato de la biografía de Carretero fue posteriormente utilizado por la propaganda oficial. Sin embargo, tras la victoria de la Revolución cubana, Carretero no fue acusado de crímenes de guerra y no fue procesado por las nuevas autoridades. Fue reclutado en la Policía Nacional Revolucionaria de Cuba del distrito Escambray de Topes de Collantes, y tenía el grado de sargento.
Emilio Carretero tenía opiniones anticomunistas por lo que convirtió en un fuerte opositor del gobierno de Fidel Castro. En agosto de 1960, Carretero se unió a la Rebelión del Escambray, que entonces lideraba Evelio Duque. Era miembro del destacamento de Osvaldo Ramírez García y era uno de sus colaboradores más cercanos al mando de la octava columna rebelde. Incluso los partidarios de Fidel Castro reconocieron la autoridad de Carretero entre los campesinos del Escambray que se unieron a su destacamento.

## Comandante rebelde

### Acción

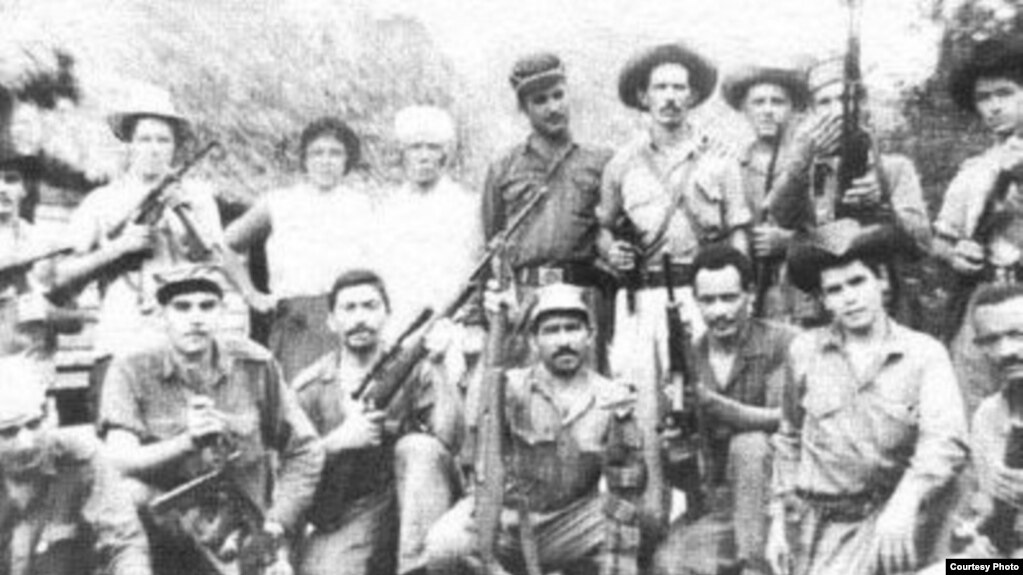
Reunión de jefes de la Rebelión del Escambray. Entre ellos Osvaldo Ramírez García, Evelio Duque,¨el Congo Pacheco, Tomás San Gil y Julio Emilio Carretero.

Emilio Carretero tenía fama de luchador valiente y hábil comandante. En consonancia con su apellido, llevaba el apodo rebelde de Carreta. Se distinguió en batallas con tropas gubernamentales y las Milicias Nacionales Revolucionarias. Ya durante La Primera Limpia del Escambray a principios de 1961, su captura o liquidación se fijó como una tarea separada. Carretero resultó herido, pero logró salir del cerco con la ayuda de Tomás San Gil.
El 15 de julio de 1961, Emilio Carretero participó en una reunión de comandantes rebeldes en el pueblo montañés de Zicatero. El Ejército de Liberación Nacional (ELN), el ejército anticomunista cubano, fue establecido bajo el mando de Osvaldo Ramírez García. Emilio Carretero tomó el mando de una de las seis columnas guerrilleras. Este período vio La Segunda Limpia del Escambray, una ofensiva masiva por parte de las fuerzas gubernamentales. Tras la muerte de Osvaldo Ramírez el 16 de abril de 1962, Carretero se convirtió en el nuevo subcomandante en jefe de Tomás San Gil y jefe de Estado Mayor del ELN.
El 25 de enero de 1963, un destacamento de Carretero de unas cincuenta personas llevó a cabo una acción importante: atacaron el cuartel de la milicia en el pueblo de Polo Viejo (cerca de Trinidad) para apoderarse de armas. Sin embargo, la milicia recibió información de antemano, lograron fortalecerse y dar batalla. A pesar de la importante superioridad numérica, el destacamento de Carretero tuvo que retirarse.

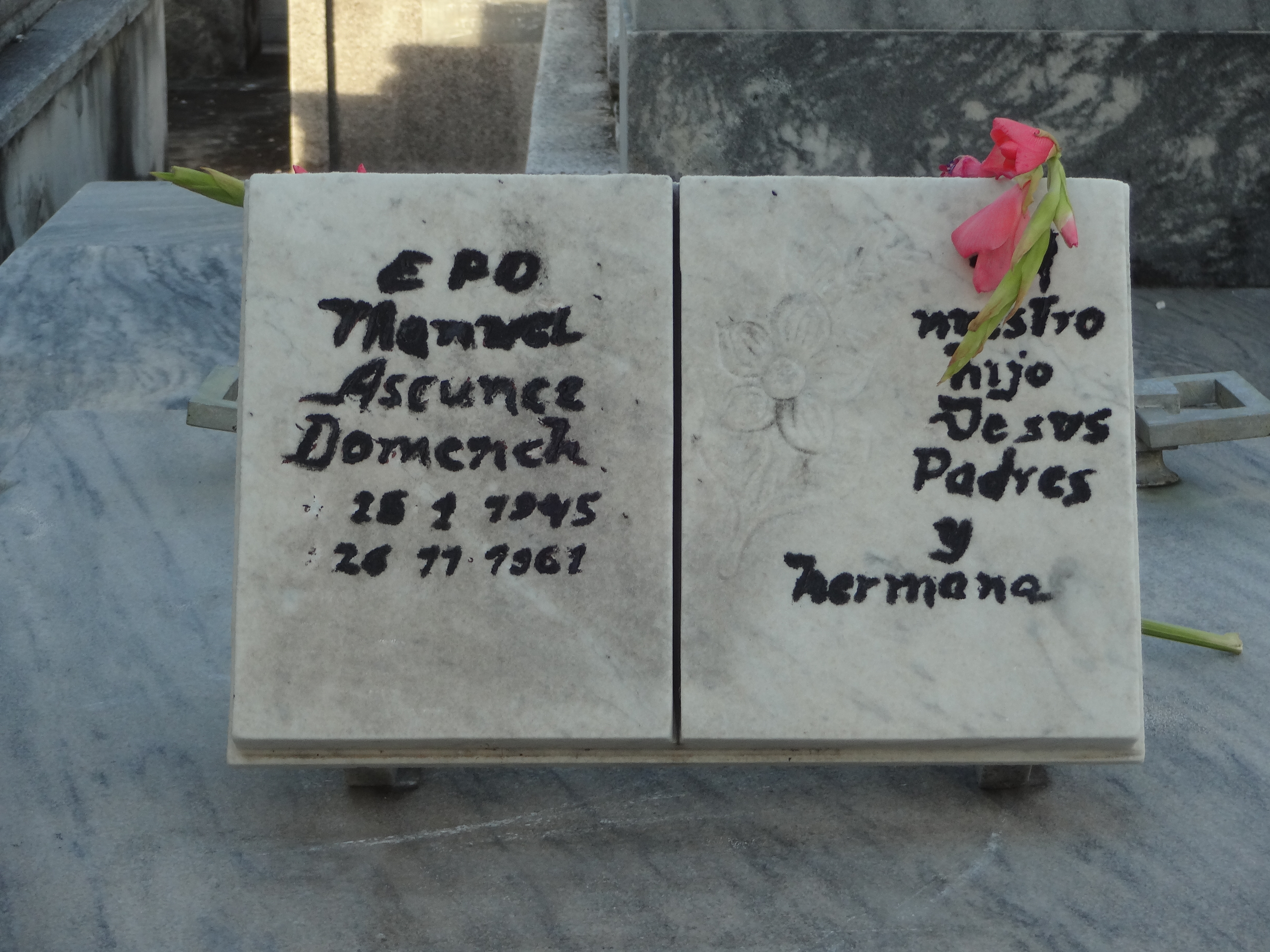
Tumba de Manuel Ascunce Domenech.

Emilio Carretero se distinguió no sólo en las batallas. Era conocido por su gran brutalidad contra activistas comunistas civiles, especialmente informantes de seguridad del Estado del G-2 . El 26 de noviembre de 1961, en el pueblo de Limones Cantero, cerca de Trinidad, militantes de Carretero mataron a Manuel Ascunce Domenech y Pedro Lantigua. El 2 de julio de 1962, fue asesinado el miliciano campesino afiliado al G-2, José Pío Romero , de quien Carretero había jurado vengarse desde la “primera purga”. Junto a Romero fueron asesinados miembros de su familia, dejando una nota: "A estos los cogió la rueda de la carreta". Varios de estos casos empeoraron enormemente la actitud de los residentes locales hacia Carretero.

### Comandante en Jefe
El 28 de febrero de 1963 fallece Tomás San Gil. Emilio Carretero asumió el mando del ELN. Su tarea ya no era lanzar una ofensiva o mantener una cabeza de puente (como bajo Duque, Osvaldo Ramírez García y San Gil), sino preservar las fuerzas rebeldes para el futuro, hasta que las circunstancias cambiaran favorablemente. Sin embargo, bajo su mando el ELN libró muchas batallas.
Durante el año siguiente, las autoridades atribuyeron a Carretero 27 muertes de militares (no se informaron milicias) y 116 actos de sabotaje (incendio de instalaciones gubernamentales, destrucción de vehículos, destrucción de propiedades de partidarios del régimen). Estuvieron activos Zoila Águila Almeida, su esposo Manuel La Guardia, Porfirio Guillén y su hermano Pedro Guillén . El adjunto y jefe de gabinete de Carretero era José León Jiménez (Cheito León). La formación de Maro Borges funcionó de forma autónoma.
Desde un punto de vista militar, la situación de los rebeldes a principios de 1964 parecía casi desesperada. Esto se debió a la abrumadora superioridad de las fuerzas gubernamentales en número y armamento, así como al estricto control administrativo estatal. Emilio Carretero se inclinaba por navegar a Florida para establecer una base rebelde y organizar incursiones militares regulares desde Estados Unidos. Pero este plan fue conocido por los Órganos de Seguridad del Estado la Oficina de Lucha contra los Bandidos (LCB), encabezada por Luis Felipe Denis.

## Cautiverio y ejecución
El agente del G-2/LCB Alberto Delgado, que se ganó la confianza de los rebeldes, logró atraer primero a Maro Borges al “yate americano”, y el 9 de marzo de 1964, a Emilio Carretero y un grupo de asociados. Allí fueron detenidos y trasladados a La Habana. El 22 de junio de 1964 (según otras fuentes, 14 de julio), doce rebeldes fueron fusilados en la Fortaleza de San Carlos de La Cabaña, entre ellos Julio Emilio Carretero, Maro Borges, Manuel La Guardia. Antes de la ejecución cantaron La Bayamesa. Zoila Águila Almeida, capturada junto con Carretero y La Guardia, estuvo encarcelada durante unos 17 años. El último comandante en jefe del ELN tras la captura de Carretero fue José León Jiménez (Cheito León). Su primera acción fue la denuncia y ejecución del Agente Delgado.

## Familia y personalidad
Las actitudes contemporáneas hacia Julio Emilio Carretero dependen enteramente de la orientación política. Los funcionarios cubanos lo describen como un “bandido contrarrevolucionario brutal”; La disidencia cubana lo considera un luchador por la libertad, contra la dictadura comunista. Carretero estaba casado; su hija Caridad Carretero Castillo es una autoridad en la oposición cubana. Sus rasgos de personalidad estaban marcados por una minuciosidad conservadora, tenacidad, coraje desesperado y severidad hasta el punto de la crueldad. Un rasgo estilístico de Emilio Carretero era una barba espesa, poco característica de los rebeldes anticastristas.